# 我的完美日常
是一部2023年電影，由德國導演溫·韋德斯執導，劇本由溫·韋德斯和高崎卓馬共同完成。這部電影描述由日本演員役所廣司飾演主角公廁清潔工，如何在看似一成不變的日常中，透過音樂、透過閱讀、透過人與人擦肩的關懷，察覺生活的美感。
該片角逐2023年第76屆坎城影展金棕櫚獎，並於2023年5月25日首映，最終獲得天主教人道精神獎和最佳男演員獎（役所廣司）。 第47屆日本電影學院獎提名最佳影片獎，雲·溫達斯和主演役所廣司在該屆分別贏得最佳導演獎、最佳男主角獎。
該片代表日本角逐第96屆奧斯卡金像獎最佳國際影片獎，並入圍最後五強。

## 演員
- 平山：役所廣司
- 阿隆：柄本時生
- 妮可：中野有紗
- 小彩：山田葵
- 惠子（平山的妹妹）：麻生祐未
- 居酒屋媽媽桑：石川小百合
- 友山（媽媽桑的前夫）：三浦友和
- 居酒屋常客：縣森魚、茂呂師岡
- 街頭老人：田中泯
- 停車場服務員：松金米子
- 相館老闆：柴田元幸
- 卡帶店顧客：文·溫德斯

## 配樂
男主角平山用錄音帶聽的音樂是本片的主題。韋德斯描述平山選擇音樂的方式時說：「也許他執著於過去。但也有點執著於他的青春，他喜歡那些音樂。他在早上準確地選擇想聽的音樂，並不是隨機的。” 文德斯將卢·里德描述為“電影中強有力的聲音”。
| 名稱                               | 演唱者                        | 年度 |
| ---------------------------------- | ----------------------------- | ---- |
| "日昇之屋"                         | 動物樂團                      | 1964 |
| "Pale Blue Eyes"                   | 地下絲絨                      | 1969 |
| "(Sittin' On) The Dock of the Bay" | 奧蒂斯·雷丁                   | 1968 |
| "Redondo Beach"                    | 帕蒂·史密斯                   | 1975 |
| "(Walkin' Thru The) Sleepy City"   | 滾石樂隊                      | 1964 |
| "Perfect Day"                      | 卢·里德                       | 1972 |
| "青い魚"                           | 金延幸子                      | 1972 |
| "Sunny Afternoon"                  | 奇想樂團                      | 1966 |
| "日昇之屋"日語版                   | 浅川マキ                      | 1972 |
| "Brown Eyed Girl"                  | 范·莫里森                     | 1967 |
| "Feeling Good"                     | 妮娜·西蒙                     | 1965 |
| "Perfect Day"                      | 派翠克·華森（Patrick Watson） | 2024 |

## 奬項
| 年份 | 頒獎典禮                     | 奬項             | 入圍者    | 結果 |
| ---- | ---------------------------- | ---------------- | --------- | ---- |
| 2023 | 第76屆康城影展               | 金棕櫚獎         | 不適用    | 提名 |
| 2023 | 第76屆康城影展               | 最佳男演員       | 役所廣司  | 獲獎 |
| 2023 | 第76屆康城影展               | 天主教人道精神獎 | 不適用    | 獲獎 |
| 2023 | 第44屆波士頓影評人協會獎     | 最佳男主角       | 役所廣司  | 亚军 |
| 2023 | 第22屆華盛頓特區影評人協會獎 | 最佳外語片       | 不適用    | 提名 |
| 2023 | 第20屆聖路易斯影評人協會獎   | 最佳外語片       | 不適用    | 提名 |
| 2023 | 第27屆多倫多影評人協會       | 最佳男主角       | 役所廣司  | 亚军 |
| 2024 | 第13屆喬治亞影評人協會       | 最佳外語片       | 不適用    | 提名 |
| 2024 | 第22屆三藩市灣區影評人協會獎 | 最佳國際劇情片   | 不適用    | 提名 |
| 2024 | 第29屆評論家選擇獎           | 最佳外語片       | 不適用    | 提名 |
| 2024 | 第66屆藍絲帶電影獎           | 最佳電影         | 不適用    | 提名 |
| 2024 | 第66屆藍絲帶電影獎           | 最佳男主角       | 役所廣司  | 提名 |
| 2024 | 第97屆電影旬報獎             | 十佳獎           | 不適用    | 亚军 |
| 2024 | 第97屆電影旬報獎             | 最佳導演         | 雲·溫達斯 | 獲獎 |
| 2024 | 第97屆電影旬報獎             | 最佳男主角       | 役所廣司  | 獲獎 |
| 2024 | 第49屆凱撒電影獎             | 最佳外語片       | 不適用    | 提名 |
| 2024 | 第47屆日本電影學院獎         | 最佳電影         | 不適用    | 提名 |
| 2024 | 第47屆日本電影學院獎         | 最佳導演         | 雲·溫達斯 | 獲獎 |
| 2024 | 第47屆日本電影學院獎         | 最佳男主角       | 役所廣司  | 獲獎 |
| 2024 | 第96屆奧斯卡金像獎           | 最佳國際影片     | 不適用    | 提名 |
| 2024 | 第17屆亞洲電影大獎           | 最佳電影         | 不適用    | 提名 |
| 2024 | 第17屆亞洲電影大獎           | 最佳男主角       | 役所廣司  | 獲獎 |

## 外部連結
- 互联网电影数据库（IMDb）上《我的完美日常》的资料（英文）